# Callimetopus rhombifer
Callimetopus rhombifer är en skalbaggsart som först beskrevs av Heller 1913.  Callimetopus rhombifer ingår i släktet Callimetopus och familjen långhorningar.
Artens utbredningsområde är Filippinerna. Inga underarter finns listade.